# Carl Croneberg
Carl Gustav Arvid Olof Croneberg (* 26. April 1930 in Norrbärke, Schweden; † 7. August 2022) war ein schwedisch-amerikanischer gehörloser Linguist, Forscher und Professor, der für seine Arbeit zur American Sign Language (ASL) bekannt ist.

## Leben
Croneberg wurde 1930 in Norrbacka nahe Stockholm geboren. Im Alter von 10 Jahren verlor er sein Gehör und wurde daraufhin in ein Heim für Gehörlose geschickt, wo er in Schwedischer Gebärdensprache unterrichtet wurde.
Croneberg war mit Eleanor Wetzel verheiratet und hatte zwei Töchter sowie einen Sohn.
Er starb am 7. August 2022 im Alter von 92 Jahren.

## Ausbildung
1951 wurde er vom Präsidenten der Gallaudet University Leonard M. Elstad angeworben, sich an der Universität einzuschreiben. Er schloss sein Studium 1955 mit einem Bachelor in Englisch ab und erhielt später noch einen Master einer katholischen Universität.

## Karriere

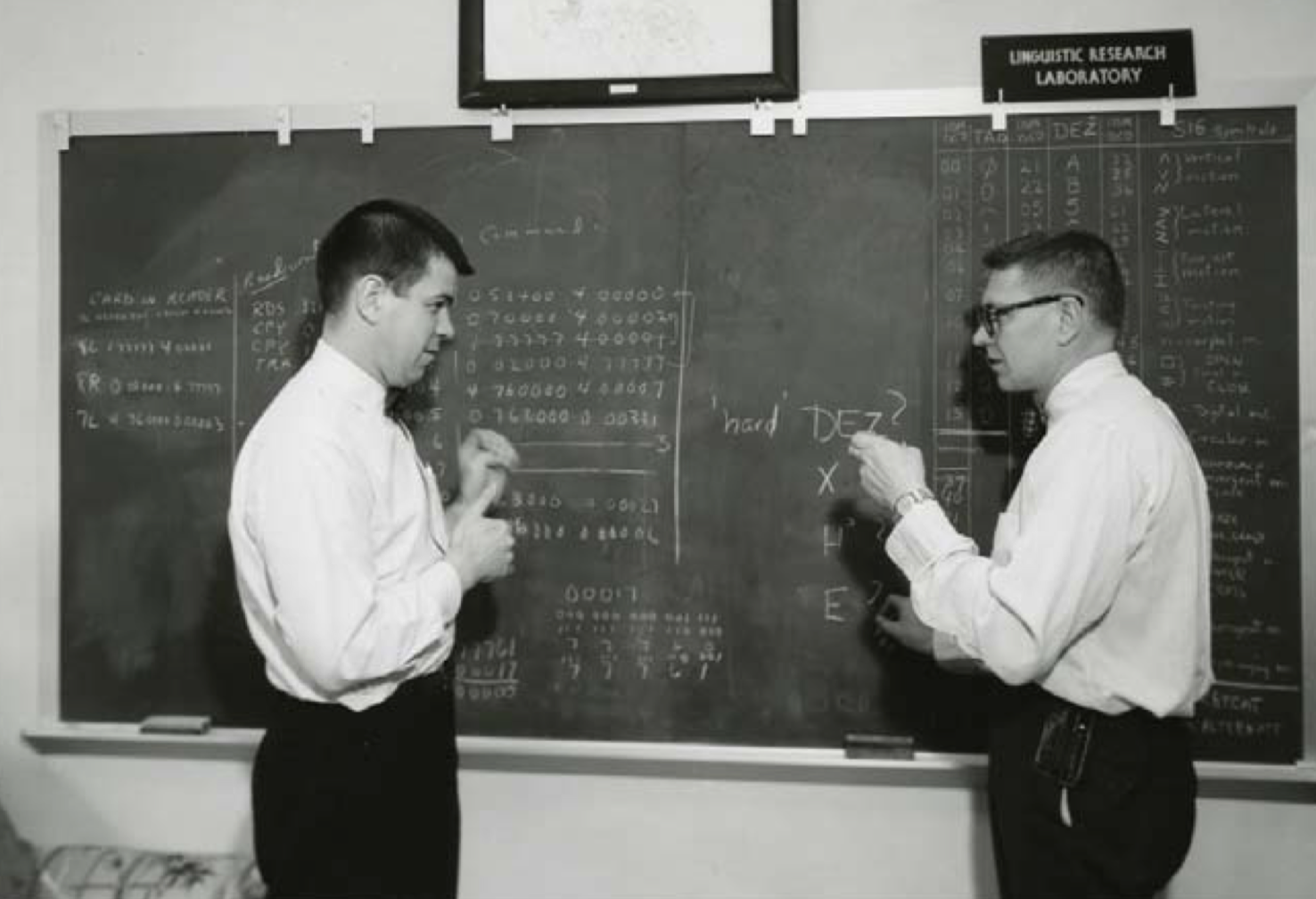
Croneberg und Stokoe am Linguistic Research Laboratory (1961)

1958 wurde Croneberg von William C. Stokoe angeworben, um in einem Forschungslabor an einer linguistischen Analyse der Gebärdensprache zu arbeiten. Zusammen mit den Forschern William C. Stokoe und Dorothy S. Casterline bemerkte er, dass ASL ein linguistisches System (Phonologie, Morphologie, Syntax) hat. Sie erkannten ASL als natürliche Sprache mit eigenen Grammatik- und Syntaxregeln. Später war er zusammen mit Stokoe und Casterline Mitautor von A Dictionary of American Sign Language on Linguistic Principles. In diesem Buch zeichnete Croneberg ein frühes ethnografisches und soziologisches Porträt der Gehörlosengemeinschaft und ihrer regionalen Dialekte.
Croneberg war einer der ersten Soziologen, der den Begriff „Kultur“ verwendete, um die Lebensweise gehörloser Amerikaner zu beschreiben. Er war auch der erste der die Unterschiede zwischen Black American Sign Language und ASL in weißer Sprache diskutierte. Der Begriff wurde 1975 erstmals bedeutend als „Gehörlosenkultur“. Die Arbeit an der Gehörlosenkultur und der Black ASL geht weiter. Croneberg beherrschte vier Sprachen: Schwedisch, Deutsch, Englisch und ASL. Er lehrte 30 Jahre lang an der englischen Fakultät der Gallaudet University, bis er 1986 in den Ruhestand ging.
Am 13. Mai 2022 erhielt Croneberg von der Gallaudet University die Ehrendoktorwürde, den Doctor of Humane Letters, für seine Pionierarbeit in der Erforschung der ASL.

## Publikationen
- Stokoe, William C.; Dorothy C. Casterline; Carl G. Croneberg. 1965. A Dictionary of American Sign Language on Linguistic Principles. Washington, D.C.: Gallaudet College Press[6]